# Festival de la Canción de Intervisión 2025
El Festival de la Canción de Intervisión 2025, o Intervisión 2025 (en ruso: Интервидение 2025) es un concurso internacional de canciones organizado por Piervy Kanal y el Ministerio de Relaciones Exteriores de Rusia, que se celebrará en el Live Arena de Novoivanovskoye, en Moscú, Rusia, el 20 de septiembre de 2025.
Se espera que el evento cuente con representantes de países principalmente de BRICS, CEI, América Latina y estados de Oriente Medio.

## Organización

### Contexto
El Festival de la Canción de Intervisión fue lanzado originalmente por la Organización Internacional de Radio y Televisión (OIRT) en 1965, como una alternativa al Festival de la Canción de Eurovisión para el Bloque del Este, pero finalmente fue descontinuado en 1980. 28 años después, un concurso no relacionado se celebró en 2008, como un intento de resurgimiento sin éxito. En 2014 y en 2015, hubo iniciativas para revivir el festival, pero no llegaron a concretarse.
El 25 de febrero de 2022, tras el inicio de la invasión rusa a Ucrania, la Unión Europea de Radiodifusión (UER) excluyó a Rusia del Festival de la Canción de Eurovisión 2022, ya que «la inclusión de una candidatura rusa en el concurso (de 2022) desacreditaría la competición», tras la presión de algunas emisoras participantes. El 26 de febrero, las emisoras rusas miembros de la UER (RTR, Piervy Kanal y RDO) anunciaron su intención de retirarse de la unión tras su exclusión del concurso. El 1 de marzo, la UER suspendió su membresía y el 26 de mayo, la suspensión pasó a ser indefinida, lo que les impidió participar en ningún evento de la UER.
El 3 de febrero de 2025, el presidente ruso Vladímir Putin ordenó por decreto el regreso del Festival de la Canción de Intervisión, invitando a países "amigos" al concurso, con el objetivo de "desarrollar la cooperación cultural y humanitaria internacional". El nuevo concurso también pretende, según la senadora rusa Lilia Gumerova, "promover la música auténtica" y rechazar "valores falsos ajenos a cualquier persona normal", en referencia a la inclusión en Eurovisión de artistas como Conchita Wurst. Se anima a los concursantes a "enfatizar el respeto por los valores tradicionales universales, espirituales y familiares". El ministro de Asuntos Exteriores ruso, Serguéi Lavrov, sugirió que Intervisión estaría "libre de perversión" y "abuso de la naturaleza humana, como vimos en los Juegos Olímpicos de París".

### Ubicación
El 29 de octubre de 2023, el primer ministro ruso, Mijaíl Mishustin, anunció la celebración de Intervisión en San Petersburgo en 2024. Sin embargo, el 21 de marzo de 2024, la sede prevista se cambió a Moscú y se asignó un presupuesto de 600 millones de rublos. En junio, el concurso se pospuso hasta 2025.
El concurso se celebrará en el Live Arena, ubicado en Novoivanovskoye, un asentamiento urbano en el distrito de Odintsovsky, región de Moscú, Rusia. Live Arena es un complejo de entretenimiento multiusos con capacidad para hasta 11.000 espectadores. El recinto se inauguró en 2022.

### Diseño gráfico y eslogan
El 16 de mayo de 2025, los organizadores revelaron el logotipo y el eslogan del concurso. El logotipo se basa en un rombo inspirado en el suprematismo ruso. El diseño gráfico mantiene la continuidad visual con el antiguo concurso, pero también incorpora elementos modernos para enfatizar la relevancia del evento. Según los organizadores, el eslogan elegido, «Música en el corazón de tu país» (en ruso: Музыка в сердце твоей страны), pretende ilustrar el carácter unificador del evento, ya que la música tiene la capacidad de «hacer latir millones de corazones al unísono».

### Canciones
Documentos rusos vistos por Reuters establecen que «los artistas no pueden interpretar canciones que inciten a la violencia ni que humillen el honor y la dignidad de la sociedad, y se exige que los temas políticos en las letras queden completamente excluidos». Los participantes tienen hasta cuatro minutos y pueden cantar en el idioma que deseen. El ganador recibirá un premio económico y saldrá de gira.

### Votación
Los resultados serán determinados por un jurado internacional de los países participantes. Cada país participante designará un jurado, definido como «una figura cultural de su respectivo país (como un productor, artista pop, compositor, músico, profesor, etc.) reconocido como profesional en la industria musical».

## Países participantes
| País           | Título de la canción                       | Artista                         | Proceso y fecha de selección                                          | Ref(s) |
| -------------- | ------------------------------------------ | ------------------------------- | --------------------------------------------------------------------- | ------ |
| Arabia Saudita |                                            | Zena Emad                       | Elección interna 18-07-2025                                           | [ 9 ]  |
| Bielorrusia    | «Motylyok» («Polilla»)                     | Nastya Kravchenko               | Elección interna 19-05-2025 Presentación de la canción 10-07-2025     | [ 10 ] |
| Catar          |                                            | Dana Al Meer                    | Elección interna 13-06-2025                                           | [ 11 ] |
| China          |                                            | Elvis Wang                      | Elección interna 13-08-2025                                           | [ 12 ] |
| Colombia       |                                            | Nidia Góngora                   | Elección interna 28-07-2025                                           | [ 13 ] |
| Cuba           | «Guaguancó»                                | Zulema Iglesias Salazar         | Elección interna 10-06-2025 Presentación de la canción 25-07-2025     | [ 14 ] |
| Egipto         |                                            | Mustafa Saad                    | Elección interna 16-07-2025                                           | [ 15 ] |
| Estados Unidos |                                            |                                 |                                                                       |        |
| Etiopía        |                                            |                                 |                                                                       |        |
| India          |                                            |                                 |                                                                       |        |
| Kazajistán     | «Svet stepi» («Luz de la estepa»)          | Amre                            | Elección interna 04-07-2025 Presentación de la canción 19-08-2025     | [ 16 ] |
| Kenia          |                                            |                                 |                                                                       |        |
| Kirguistán     | «Jalgyz saga» («Sólo tú»)                  | Nomad                           | Final nacional 23-04-2025 Presentación de la versión final 01-08-2025 | [ 17 ] |
| Madagascar     | «Tiako hanjeky» («Te amo»)                 | Denise y D-Lain                 | Elección interna 25-07-2025 Presentación de la canción 29-07-2025     | [ 18 ] |
| Rusia          | «Pryamo po serdtsu» («Directo al corazón») | Shaman                          | Elección interna 19-05-2025 Presentación de la canción 07-06-2025     | [ 19 ] |
| Serbia         |                                            | Slobodan Trkulja y Balkanopolis | Elección interna 11-06-2025                                           | [ 20 ] |
| Sudáfrica      |                                            |                                 |                                                                       |        |
| Tayikistán     |                                            | Farrukh Hasanov                 | Elección interna 20-07-2025                                           | [ 21 ] |
| Uzbekistán     |                                            | Shokhrukh Ganiev                | Elección interna 14-07-2025                                           | [ 22 ] |
| Venezuela      | «La fiesta de la paz»                      | Omar Acedo                      | Elección interna 08-06-2025 Presentación de la canción 31-07-2025     | [ 23 ] |
| Vietnam        |                                            | Đức Phúc                        | Elección interna 11-07-2025                                           | [ 24 ] |

## Otros países
- Armenia: El 6 de abril de 2025, el Representante Especial del Presidente de la Federación Rusa para la Cooperación Cultural Internacional, Mikhail Shvydkoy, declaró que el 7 de abril se reuniría con la Ministra de Cultura de Armenia, Zhanna Andreasian, para averiguar hasta qué punto Armenia estaba lista para participar en el concurso. Posteriormente, los medios de comunicación mencionaron regularmente a Armenia como uno de los países confirmados para participar en el concurso. Armenia finalmente no fue incluída en la lista anunciada por los organizadores.[25]
- Bolivia: El 26 de abril de 2024, el ministro de Asuntos Exteriores de Rusia, Serguéi Lavrov, declaró a los medios rusos que el gobierno boliviano había sido invitado a organizar el debut de Bolivia en el concurso. Bolivia finalmente no fue incluída en la lista anunciada por los organizadores.[26]
- Brasil: El país es miembro del BRICS, que los organizadores han incluido como una organización cuyos miembros tenían la intención de invitar a participar en el concurso. Los medios rusos mencionaron regularmente a Brasil como uno de los países confirmados para participar en el concurso, lo que también fue declarado en varias ocasiones por el propio Shvydkoy. Brasil no fue incluído en la lista anunciada, sin embargo, los organizadores no descartan su posible participación.[27]
- Corea del Norte: El 22 de julio de 2025, la oficina de prensa de Intervisión dio a conocer a los medios de comunicación rusos, que los organizadores del festival habían enviado una invitación a Corea del Norte para participar.[28]
- Eslovaquia: Los medios de comunicación rusos mencionaron regularmente a Eslovaquia como uno de los países confirmados para participar en el concurso. Eslovaquia finalmente no fue incluída en la lista anunciada por los organizadores.[29]
- Hungría: El 6 de abril de 2025, Shvydkoy anunció que se estaban llevando a cabo negociaciones con el Gobierno de Hungría sobre su participación en el concurso. Mientras que el cantante András Kállay-Saunders, quien representó al país en el Festival de la Canción de Eurovisión 2014, mostró interés en participar en Intervisión. Hungría no fue incluída en la lista anunciada, sin embargo, los organizadores no descartan su posible participación.[30]
- Irán: El país es miembro del BRICS, que los organizadores han incluido como una organización cuyos miembros tenían la intención de invitar a participar en el concurso. Los medios de comunicación rusos mencionaron regularmente a Irán como uno de los países confirmados para participar en el concurso. Irán no fue incluído en la lista anunciada, sin embargo, los organizadores no descartan su posible participación.[31]
- México: El 19 de abril de 2025, el embajador de México en Rusia, Eduardo Villegas, dijo en una entrevista que, según su información, México participaría en Intervisión 2025. Agregó que cree que la decisión sobre la elección del representante no se tomaría antes de junio o julio. México finalmente no fue incluído en la lista anunciada por los organizadores.[32]
- Pakistán: El 2 de diciembre de 2024, el presidente de la Asamblea Nacional de Pakistán, Ayaz Sadiq, declaró que Pakistán estaba listo para participar en Intervisión 2025, pero le resultó difícil responder a la pregunta de si los artistas pakistaníes ya habían sido invitados a Intervisión. Pakistán finalmente no fue incluído en la lista anunciada por los organizadores.[33][34]
- Tailandia: El 25 de marzo de 2025, Shvydkoy declaró que el gobierno tailandés había "aprobado políticamente" la participación del país en Intervisión 2025. Los medios rusos mencionaron posteriormente a Tailandia como uno de los países confirmados para participar en el concurso. Tailandia no fue incluída en la lista anunciada, sin embargo, los organizadores no descartan su posible participación.[35]
- Turkmenistán: Los medios de comunicación rusos mencionaron regularmente a Turkmenistán como uno de los países confirmados para participar en el concurso. Turkmenistán finalmente no fue incluído en la lista anunciada por los organizadores.[36]
- Azerbaiyán: El país inicialmente iba a participar en el festival, pero el 30 de junio de 2025, surgieron rumores sobre su retirada, después de que el Ministerio de Cultura de Azerbaiyán cancelara todos los eventos rusos en el país. Sin embargo, el 7 de julio los organizadores de Intervisión desmintieron dicha información.[37] Finalmente el 19 de agosto de 2025, se anunció la retirada de Azerbaiyán por cuestiones internas.[38]
- Emiratos Árabes Unidos: El país inicialmente iba a participar en el festival, pero el 19 de agosto de 2025, los organizadores anunciaron la retirada de Emiratos Árabes Unidos por cuestiones internas.[39]

## Transmisiones
| País        | Emisora | Canal        | Comentarista(s) | Ref(s) |
| ----------- | ------- | ------------ | --------------- | ------ |
| Bielorrusia | BTRC    | Belarus 1    |                 | [ 40 ] |
| Cuba        | ICS     | Cubavisión   |                 | [ 41 ] |
| Rusia       | C1R     | Piervy Kanal |                 | [ 42 ] |

## Controversias
El 26 de mayo de 2025, el Ministerio de Asuntos Exteriores de Ucrania declaró que considera a Intervisión una herramienta de propaganda rusa utilizada para encubrir las políticas del régimen ruso. El ministerio instruyó a sus misiones diplomáticas extranjeras a tomar medidas de "respuesta política y diplomática" contra los países que pretendan participar en Intervisión, con el fin de persuadir a los países con los que Ucrania mantiene relaciones al menos neutrales a que se retiren del evento.